# Pouteria nemorosa
Pouteria nemorosa är en tvåhjärtbladig växtart som beskrevs av Charles Baehni. Pouteria nemorosa ingår i släktet Pouteria och familjen Sapotaceae. IUCN kategoriserar arten globalt som sårbar. Inga underarter finns listade i Catalogue of Life.